# Tilburgsche Hypotheekbank
De Tilburgsche Hypotheekbank (THB) werd opgericht in 1890, kreeg op 2 juli 1982 een noodregeling krachtens de Wet toezicht kredietwezen en werd op 22 augustus 1983 failliet verklaard.

## Oorzaak problemen
De hypotheekbank kwam in de problemen toen het aan het eind van de jaren zeventig van de vorige eeuw leningen verstrekte aan een aantal onroerendgoedhandelaren. Door de instorting van de onroerendgoedmarkt in 1978/79 ontstonden problemen met rentebetaling en aflossing van deze leningen. De bank, met medeweten van directie en commissarissen, probeerde met dubieuze transacties de problemen op te lossen. Bij de transacties werd onroerend goed binnen een beperkte kring van handelaren verhandeld waarbij steeds hogere hypothecaire leningen werden verstrekt. De oude lening werd afgelost, maar hiervoor kwam een grotere lening in de plaats. In de loop van 1980 ontstonden er ook verdenkingen van fraude met handel in onroerend goed waarbij de hypotheekbank was betrokken. Er zijn toen door de FIOD invallen gedaan. De THB ging failliet door het verstrekken van leningen tegen onvoldoende onderpand.

## Nalatigheid bestuurders en notaris
Directie en commissarissen werden door de curator persoonlijk aansprakelijk gesteld voor het bankroet. In een vonnis van de rechtbank uit 1990 werd de commissarissen "grove schuld of nalatigheid" verweten. Dit novum wekte nogal wat beroering in vennootschapsland. Betrokkenen hadden geen verzekering voor bestuurdersaansprakelijkheid. Hangende het hoger beroep werd met voormalig president-commissaris J. Delsing een schikking van 2,5 miljoen gulden overeengekomen, die Delsing aan de boedel heeft betaald. Twee andere commissarissen hebben kleinere bedragen als schikking betaald. Directeur R. Bouwman bleek onvoldoende vermogend om een schadevergoedingsprocedure tegen hem op te starten.
Ook een betrokken notaris werd door de curator van de hypotheekbank aangepakt. Hem werd verweten dat hij te gemakkelijk akten van eigendomsoverdracht en hypotheek had verleden. Door zijn medewerking was er sprake van overfinanciering en van prijsopdrijving, waardoor de koopsom in geen enkele verhouding meer stond tot de marktwaarde. Eén concrete claim van de curator werd toegewezen, omdat de notaris op de hoogte was op welke dubieuze wijze de transacties tot stand kwamen. De notaris was tekortgeschoten in de jegens de schuldeisers van THB te betrachten zorgvuldigheid.
In 1978 werd een nieuwe Wet toezicht kredietwezen (Wtk) van kracht. De Nederlandsche Bank (DNB) kreeg meer controle-instrumenten en ook vielen meer financiële instellingen, waaronder de hypotheekbanken, onder het toezicht. Ondanks het verscherpte toezicht ging de Tilburgsche Hypotheekbank failliet en de rol van DNB als toezichthouder stond ter discussie.
De schuldeisers hebben hun vorderingen in het faillissement voor 95% uitbetaald gekregen.
De Tilburgsche was een kleine, zelfstandige hypotheekbank naast de "grote broers" Westland Utrecht en Friesch-Groningsche.